# 錯誤共識效應
錯誤共識效應（英語：False consensus effect），根據APA心理學字典定義，是指傾向於認為自己的觀點、信念、特徵或行為比實際情況更廣泛地被認同。統計數據顯示，這種推測的相互關係不成立，因此達成共識可能只是錯覺。這邏輯謬論的來源，是團體或個體高估公眾與他們看法、信仰和嗜好的相似度。

## 成因
這偏差在部分人認為他們之間的共識能應用在整體思維上時發生，由於小組成員之間通常在沒有爭議的情況下達成共識，他們易於相信所有人的想法都相同。如果證據顯示整體沒有達成共識，人們認為意見不合者的想法有問題。這种認知偏差不是由單一原因構成，其中原因可能包括可獲性捷思和自利性偏差，現象背後可能還有其他心理防衛機制。
由於家人或朋友有著與自己較相似的價值觀和行為，且時常與他們接觸，導致我們會認為自己的想法是佔多數，並且人會自我感覺良好，認為其他人和自己相似，這和自尊心有關，它源自於在社會環境中順從他人並被他人喜歡的渴望，這種偏差在群體環境中尤其普遍，人們認為自己群體的意見與較大人群的意見一致，這些原因都會間接產生錯誤共識效應，錯誤共識效應不僅限於人們相信自己的價值觀為大多數人所認同的情況，也展現了對自己信念程度的高估。

## 實驗
羅斯、格林和豪斯於 1977 年首次定義了錯誤共識效應，受試者在實驗中被要求做三件事。 首先說出自己會選擇哪個選項，接著猜想其他人會選甚麼，最後再描述可能選擇這兩個選項的人的特質。實驗中，受試者會高估和自己相同選項的人數，且鄙視和自己所選不同的人。

## 類似概念
錯誤共識效應與多數無知相對。多數無知是指人們錯誤地認為其他大多數人會反對自己的意見（但事實上其他大多數人私下是同意的），於是產生了私下蔑視卻公開支持一個準則或信仰的行為；而錯誤共識效應是指人們錯誤地認為其他大多數人會同意自己的意見（但事實上其他大多數人公開地反對）。舉個例子來說，多數無知使一個學生飲酒過量，因為他相信每個人都是這樣做的（但學生心裡卻是持相反看法），但事實上每個人心裡期望他們可以避免酗酒，卻因為害怕被排斥而沒人表達。同一情況下，錯誤共識效應則是學生相信其他大部分人跟自己一樣是不喜歡飲酒過量的，但事實上其他大部分人喜歡酗酒且公開表達他們的看法。

## 其他參考
- Fields, James M., and Howard Schuman, (1976-77) "Public Beliefs about the Beliefs of the Public," Public Opinion Quarterly, 40: 427-448.
- european center for populism studies （页面存档备份，存于）

## 外部連結
- Changing minds: the false consensus effect （页面存档备份，存于）
- Overcoming Bias: Mind Projection Fallacy （页面存档备份，存于）